# Elektroda chlorosrebrowa

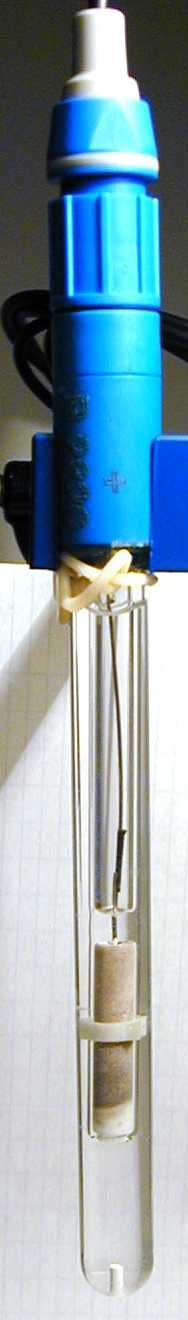
Wzorcowa elektroda chlorosrebrowa

Elektroda chlorosrebrowa – rodzaj elektrody stosowanej jako elektroda odniesienia w pomiarach elektrochemicznych. Zbudowana z metalicznego srebra (w formie drutu lub płytki) pokrytego warstwą chlorku srebra (AgCl), zanurzonego w nasyconym roztworze chlorku potasu (KCl). Jej potencjał standardowy związany z reakcją elektrodową:
ΑgCl + e− → Ag0 + Cl−
w temperaturze 25 °C wynosi +0,22 V dla stężenia jonów chlorkowych równych 1M.
Elektroda chlorosrebrowa jest elektrodą drugiego rodzaju.

## Zastosowanie w podwyższonej temperaturze
Odpowiednio skonstruowana ciśnieniowa elektroda chlorosrebrowa może być stosowna w temperaturach do 300 °C. Potencjał standardowy tej elektrody (tzn. potencjał gdy aktywność jonu chlorkowego wynosi 1 mol/kg) jest funkcją temperatury:
| Temperatura | Potencjał Eo                                                          |
| ----------- | --------------------------------------------------------------------- |
| °C          | V, względem standardowej elektrody wodorowej w tej samej temperaturze |
| 25          | 0,22233                                                               |
| 60          | 0,1968                                                                |
| 125         | 0,1330                                                                |
| 150         | 0,1032                                                                |
| 175         | 0,0708                                                                |
| 200         | 0,0348                                                                |
| 225         | −0,0051                                                               |
| 250         | −0,054                                                                |
| 275         | −0,090                                                                |

Bard i współpr. podali następujące równanie pozwalające wyliczyć potencjał standardowy elektrody chlorosrebrowej w zakresie 0–95 °C:
Eo(V) = 0,23695 − 4,8564x10−4t − 3,4205x10−6t2 − 5,869 x 10−9t3
gdzie t to temperatura w °C
Poprawiona zależność dla wyższych temperatur, która odzwierciedla dane z tabeli powyżej wyrażona jest wzorem:
Eo(V) = 0,23755 − 5,3783x10−4t − 2,3728x10−6t2 − 2,2671x10−4(t+273)  dla 25 < t < 275 °C.
Ekstrapolacja do 300 °C daje Eo = −0,138 V.